# Heiko Haumann
Heiko Haumann (* 9. Februar 1945 in Attendorn) ist ein deutscher Historiker und emeritierter Hochschullehrer.

## Leben
Heiko Haumann wurde als Sohn des Angestellten Helmut Haumann und dessen Frau Irmgard, geb. Böhl, im sauerländischen Attendorn (Kreis Olpe) geboren. Er studierte Geschichte, Politikwissenschaft, Soziologie und Pädagogik an den Universitäten Marburg und Frankfurt am Main. 1969 schloss er mit dem Staatsexamen ab, 1971 wurde er promoviert. Nach Tätigkeiten an der Universität Marburg und an der Albert-Ludwigs-Universität Freiburg habilitierte er sich 1977. Von 1991 bis 2010 war er Professor für Osteuropäische und Neuere Allgemeine Geschichte am Historischen Seminar der Universität Basel.
Haumann vertritt in der Geschichtswissenschaft methodisch einen lebensweltlich orientierten mikrohistorischen Ansatz, der die Menschen bzw. die Perspektive der historischen Akteure ins Zentrum der Betrachtung stellt, um von dort aus auch zu Erkenntnissen auf der strukturellen Ebene zu gelangen. Er schrieb u. a. eine Geschichte Russlands. Seine Forschungen über das Judentum in Osteuropa führten zur Entstehung des Buches Geschichte der Ostjuden. Im Zentrum des Werks stehen das Alltagsleben der Ostjuden sowie deren politische und religiöse Positionen. Zu Haumanns bedeutendsten Schülern zählen Carmen Scheide, Monica Rüthers, Jörn Happel, Julia Richers und Ralph Tuchtenhagen. Haumann war in den 1980er-Jahren „Ständiger Mitarbeiter“ der Zeitschrift Das Argument.
Haumann lebt seit 1983 in Yach, wo er u. a. Mitglied des Heimat- und Landschaftspflegevereins ist.

## Schriften (Auswahl)
- Beginn der Planwirtschaft. Elektrifizierung, Wirtschaftsplanung und gesellschaftliche Entwicklung Sowjetrusslands 1917–1921. Bertelsmann, Düsseldorf 1974, ISBN 3-571-05026-6 (Zugl.: Marburg, Univ., Diss., 1971 u.d.T.: Elektrifizierung als Auftakt sowjetischer Planwirtschaft. Inhalt und Funktion des GOELRO-Planes von 1920).
- Grundlagen der sowjetischen Wirtschaftsverfassung. Materialien. Hain, Meisenheim am Glan 1977, ISBN 3-445-01436-1.
- Geschichte und Gesellschaftssystem der Sowjetunion. Eine Einführung. Kiepenheuer und Witsch, Köln 1977, ISBN 3-462-01204-5.
- Kapitalismus im zaristischen Staat 1906–1917. Organisationsformen, Machtverhältnisse und Leistungsbilanz im Industrialisierungsprozess. Hain, Königstein im Taunus 1980, ISBN 3-445-01981-9 (Zugl.: Freiburg (Breisgau), Habil.-Schr., 1977).
- Geschichte der Ostjuden. Deutscher Taschenbuch-Verlag, München 1990 (5. Auflage 1999), ISBN 3-423-30663-7.
- „Der Fall Max Faulhaber.“ Gewerkschaften und Kommunisten – ein Beispiel aus Südbaden 1949–1952. Verlag Arbeiterbewegung und Gesellschaftswissenschaft, Marburg 1987, ISBN 3-921630-77-0.
- mit Hans Schadek (als Herausgeber): Geschichte der Stadt Freiburg im Breisgau. 3 Bände, Theiss, Stuttgart 1996, 2. erweiterte Auflage 2001, ISBN 978-3-8062-1635-6).
- Geschichte Russlands. Piper, München/Zürich 1996, ISBN 3-0340-0638-1. Neuausgabe Chronos, Zürich 2003, ISBN 3-03-400638-1.
- Dracula. Leben und Legende (= Beck’sche Reihe). C. H. Beck, München 2011, ISBN 978-3-40661-214-5.
- Hermann Diamanski (1910–1976). Überleben in der Katastrophe. Eine deutsche Geschichte zwischen Auschwitz und Staatssicherheitsdienst. Böhlau, Wien/Köln/Weimar 2011, ISBN 978-3-412-20787-8.
- Die Akte Zilli Reichmann. Zur Geschichte der Sinti im 20. Jahrhundert. Fischer Taschenbuch Verlag, Frankfurt am Main 2016, ISBN 978-3-10-397210-8.
- als Herausgeber: Armut im ländlichen Raum während des 19. und zu Beginn des 20. Jahrhunderts, Verlag Regionalkultur, Ubstadt-Weiher 2017, ISBN 978-3-95505-030-6.